# Filippo Tronci
Filippo Tronci (Pistoia, 1848 – 1918) è stato un organaro italiano.
Erede di una lunga tradizione familiare di organari, fu attivo nella seconda metà del XIX secolo ed agli inizi del XX.

## Organi (elenco parziale)
- Cesena:
  - Chiesa di San Giuseppe Artigiano, villachiaviche (1838)
- Forlì:
  - Chiesa della frazione di San Martino in Strada (1882)
- Riva Trigoso:
  - Chiesa parrocchiale (1896)